# Wappen der Landeshauptstadt München
Das Wappen der Landeshauptstadt München wird seit dem 13. Jahrhundert geführt und wurde im Laufe der Münchner Geschichte vielfach verändert. Die heutigen Darstellungen von Großem und Kleinem Stadtwappen gelten seit 1957. Wesentlicher Bestandteil des Wappens war bis auf die kurze Zeit von 1808 bis 1818 immer ein Mönch, da der Name der Stadt München im Allgemeinen von Mönch abgeleitet wird. Die Mönchsfigur wird oft auch als Münchner Kindl bezeichnet.
Das Große und Kleine Stadtwappen in seiner heutigen Form wurde 1957 von dem Grafiker Eduard Ege gestaltet, wobei das große Wappen seitdem nicht mehr für den allgemeinen Dienstgebrauch, sondern nur noch für besondere repräsentative Zwecke als Hoheitszeichen vorgesehen ist.

## Der Mönch

Kleines Wappen der Landeshauptstadt München

Das Wappen mit dem Mönch ist ein redendes Wappen und verweist auf den Namen der Stadt, der bei der ersten urkundlichen Erwähnung 1158 als „Munichen“ genannt wurde. „Munich“ ist die althochdeutsche Bezeichnung für Mönch.
Dargestellt wird der Mönch mit einer golden bordierten, schwarzen Kutte, sowie mit Kapuze und roten Schuhen. In der linken Hand hält er ein rotes Buch, die rechte ist erhoben, Daumen, Zeige- und Mittelfinger sind ausgestreckt. Die offizielle Deutung, die in der Stadtwappensatzung wiedergegeben wird, sieht die rechte Hand zum Schwur erhoben, das rote Buch in der linken Hand soll dementsprechend das Eidbuch der Stadt bzw. das Stadtrechtsbuch sein, welches als rot eingebundene Handschrift aus dem Jahr 1365 überliefert ist. Diese Deutung stützt sich auf einige Münchner Stadthistoriker des 19. und 20. Jahrhunderts. Anhand der Quellen im Stadtarchiv sieht Helmuth Stahleder diese Deutung jedoch als Fehler des 19. Jahrhunderts an und verweist auf die christlich geprägte Überlieferung der Stadt, gemäß der die ausgestreckte Hand als Segensgestus und das rote Buch als Evangelienbuch zu deuten seien.
Der Mönch als alleinige heraldische Figur findet sich bereits auf einem Siegel aus dem Jahr 1304 und auf den Flaggen der Stadt seit Mitte des 14. Jahrhunderts. Im Laufe weniger Jahrhunderte bis zu der heutigen Version von 1957 hat dieses deutlich sichtbare Veränderungen erfahren. Hatte der Mönch schon im 15. Jahrhundert etwas kindliche Züge angenommen, setzte im 18. und besonders im 19. Jahrhundert verstärkt eine Verniedlichung des Mönchs zum Münchner Kindl ein. Diese Bezeichnung ist 1727 zum ersten Mal nachgewiesen.

## Geschichte

### Mittelalterliche Stadtsiegel
Das Wappen Münchens ist bereits durch Stadtsiegel aus den Jahren 1239 und 1268 nachweisbar. Diese zeigen einen Mönchskopf mit Kapuze in einem zinnenbekrönten Tor und über dem Tor einen Adler. Das dritte Münchner Stadtsiegel, das ab 1304 verwendet wurde,
ähnelte dem noch heute bestehenden Kleinen Stadtwappen und zeigte eine einfache stehende Mönchsfigur mit erhobener rechter Hand und einem Buch in der linken Hand. Seit 1323 wurden Stadtsiegel verwendet, die dem noch heute bestehenden Großen Stadtwappen ähnelten. Ein vollständig abgebildeter Mönch steht in dem Torbogen, und anstelle des früher abgebildeten Adlers erhebt sich ein Löwe über dem Tor. Der goldene Löwe ist seit der Belehnung des Herzogs Ludwig der Kelheimer im Jahre 1214 mit der Pfalzgrafschaft bei Rhein ein Symbol altbayerischer und pfälzischer Wittelsbacher.

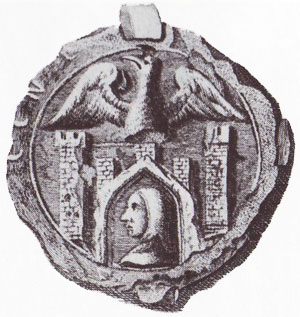
Zweites Stadtsiegel 1268 bis 1302
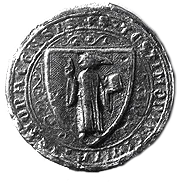
Kleines Siegel 1304 bis 1398
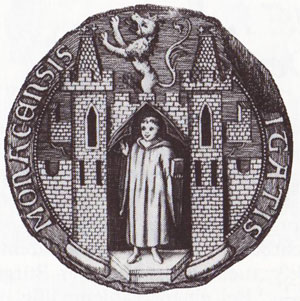
Großes Siegel 1323 bis 1356

### Wappen nach der Bestätigung durch Max I. Joseph
König Max I. Joseph verlieh der Stadt München 1808 ein historisierendes Stadtwappen mit einem antiken Portal, auf dem die Königskrone liegt. Im Tor sitzend ist der goldene Löwe, ein Schwert und einen Schild mit dem Buchstaben „M“ in den Pranken haltend, dargestellt. Max I. Joseph wollte als aufgeklärter Monarch damit ein Zeichen setzen und der „Mönchsbarbarei“ auch im Wappen ein Ende setzen. Die Bürgerschaft der Stadt protestierte allerdings gegen die vollständige Tilgung dieses historischen Bezugs, und so wurde 1818 das M im Wappen wieder durch den Mönchskopf ersetzt.

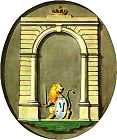
1808–1818
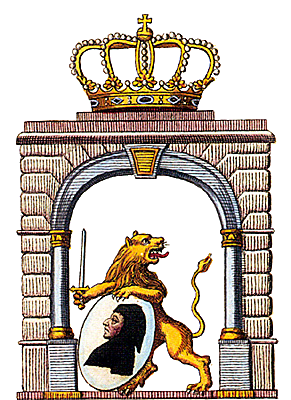
1818–1835

### Wappen nach der Bestätigung durch Ludwig I.
König Ludwig I. verlieh der Stadt 1834 wieder ihr altes Wappen in der Form des großen und kleinen Wappens. Diese gaben in ihrer Darstellung die alten Siegel wieder, das kleine Wappen das Siegel von 1304, das große Wappen das von 1323. Die Wappen von 1835  enthielten als Feldfarbe Blau, was 1865 unter Ludwig II. durch Silber korrigiert wurde. Die Feldfarbe wurde im Übrigen nur selten geändert; zum Beispiel wurde im 16. Jahrhundert Gold dafür genutzt.

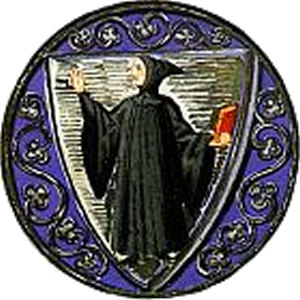
1835–1865 Kleines Wappen
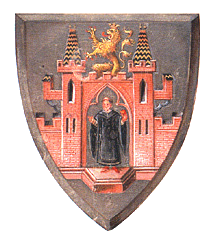
1865–1936 1949–1957 Großes Wappen
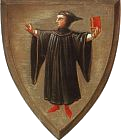
1865–1936 1949–1957 Kleines Wappen

### Wappen in der Zeit des Nationalsozialismus
Nur von 1936 bis 1945 wurde auf dem großen Wappen der Löwe noch einmal durch den Adler, der Reichsadler des „Dritten Reiches“ mit Hakenkreuz, ersetzt; dabei stand das Münchner Kindl wie ein Schutzmann mit ausgebreiteten Armen vor einem Tor. Der Entwurf stammt von Richard Klein. Nachdem diese nationalsozialistische Version des Wappens nach dem Zweiten Weltkrieg abgeschafft worden war, wurde von 1945 bis 1948 kein offizielles Wappen festgelegt.

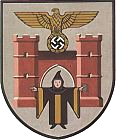
1936–1945

### Neuere Wappen
Von 1949 bis 1957 existierten dann wieder sowohl ein kleines wie auch ein großes Wappen. Dabei wurden die Darstellungen, wie sie vor 1936 gültig waren, genutzt.
Im Jahr 1957 wurden sowohl das kleine als auch das große Stadtwappen von dem Grafiker Eduard Ege neu gestaltet. Gleichzeitig fasste der Stadtrat am 17. Dezember 1957 den Beschluss, das große Wappen nicht länger für den Dienstgebrauch, sondern nur mehr für besondere repräsentative Zwecke zu verwenden.

1957 bis heute Großes Wappen Verwendung nur zu besonderen Anlässen
1957 bis heute Kleines Wappen offiziell verwendete Darstellung

Gültig ist jeweils die Blasonierung und die Darstellung, die in der letzten gültigen Stadtwappensatzung veröffentlicht ist. Seit 1. Januar 2003 gilt die Stadtwappensatzung vom 2. Dezember 2002. Die offiziellen Wappen entsprechen nicht den Regeln der klassischen Heraldik. Einerseits wird Fleischfarbe für die Haut und Braun für das Haar verwendet, was in der klassischen Wappenkunst nicht vorgesehen ist. Andererseits sind die Farben auch nicht immer deutlich voneinander abgesetzt, so am Kopf und der Hand. Allerdings ist das heutzutage nicht mehr entscheidend, da diese Regeln im Mittelalter der Unterscheidbarkeit auf dem Schlachtfeld auch über größere Entfernungen dienten.

## Wappen Münchner Stadtteile
→ Liste der Wappen in München
Nur wenige der heutigen Münchner Stadtteile hatten vor ihrer Eingemeindung ein eigenes Wappen. Im Einzelnen waren dies die Vorstadt Au, die Städte Pasing und Schwabing sowie die Gemeinden Aubing, Feldmoching, Obermenzing und Untermenzing. Der Rat Milbertshofens, das 1910 zur Stadt geworden war, hatte am 16. Februar 1911 die Einführung eines Wappens beschlossen. Diese Einführung wurde aber aufgrund der geplanten Eingemeindung nach München zunächst aufgeschoben, durch die 1913 erfolgte Eingemeindung wurde sie hinfällig.

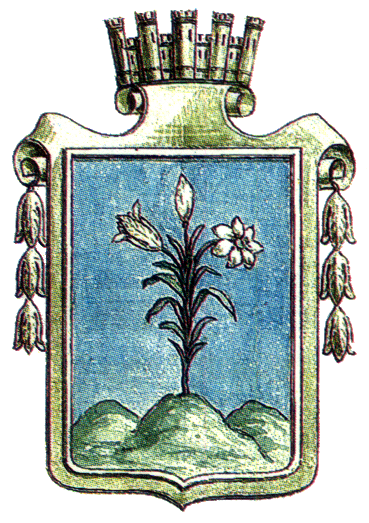
Au
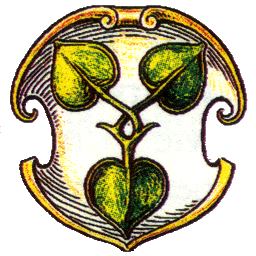
Aubing
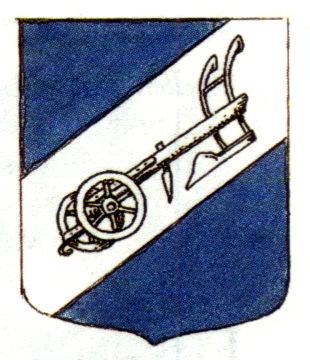
Feldmoching
Obermenzing
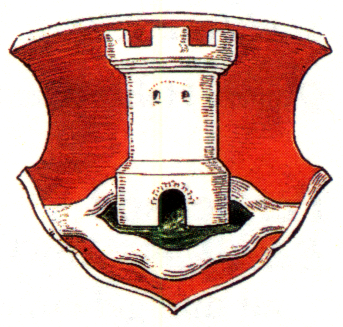
Pasing
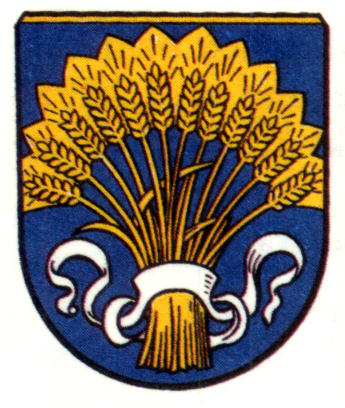
Schwabing
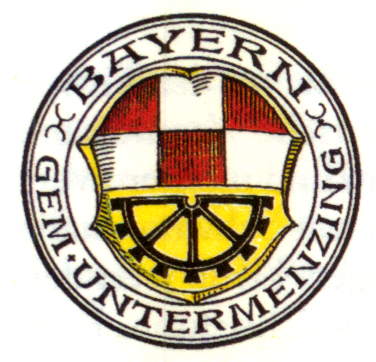
Untermenzing
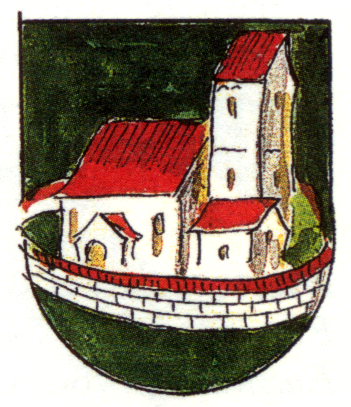
Milbertshofen (Entwurf)